# Gimnasio Municipal de Concepción
El Gimnasio Municipal de Concepción es un estadio cubierto ubicado en la ciudad de Concepción, Región del Biobío, Chile. Construido en 1989, tiene una capacidad para 3500 personas.
Por muchos años hizo de local el club deportivo de basquetbol "Petrox", Albergando en el año 1994 una exhibición contra el Nike Team encabezado por la leyenda de la NBA Scottie Pippen.
Fue renovado el año 2006, luego de una inundación por el desborde del río Andalién.